# Famille Jurien
Pour les articles homonymes, voir Gravière (homonymie).
Cette page explique l’histoire ou répertorie les différents membres de la famille Jurien.
La famille Jurien est une famille éteinte de la noblesse française, originaire de Riom, en Auvergne, qui s'est divisée en deux branches.
Elle comptait parmi ses membres, des magistrats, des vice-amiraux, des hauts fonctionnaires. 

## Histoire
La branche aînée a été anoblie par lettres patentes du 21 décembre 1788, en la personne de Guillaume Jurien, lieutenant-général de la Prévôté de l'hôtel, procureur au Chatelet et conseiller à la cour d'appel de Paris. 
Jean-Roch Jurien des Varennes et de La Gravière, inspecteur de la marine, officier de la Légion d'honneur, fut anobli par lettres patentes du 3 février 1815. Il est l'auteur de la branche cadette du nom Jurien de La Gravière qui se fixa à Gannat où elle possédait un petit fief. 

## Armes
Les armes de la branche des vicomtes Jurien sont : Coupé : au 1, d'azur au chevron d'argent, surmonté d'un croissant du même, accosté de deux étoiles d'or et accompagné en pointe d'un rocher d'argent, mouvant de la pointe ; au 2, de sable à trois tiges de lys d'argent en pal ; le tout adextré de gueules, chargé d'une foi en or, tenant un pavillon d'argent. 
La branche Jurien de La Gravière portait : D'azur à la bande cousue de gueules, chargée du signe des chevaliers légionnaires, accompagnés en chef d'un lion mariné d'or tenant de la patte dextre un guidon d'argent et en pointe d'un rocher surmonté d'un chevron avec un croissant, le tout d'argent, accosté de deux étoiles d'or.

## Illustrations familiales
- Charles-Marie Jurien (1763-1836), fils de Guillaume, vicomte Jurien (1er), intendant des armées navales, conseiller d'État.
- Louis Charles Jurien (1797-1858), fils de Charles-Marie, commissaire de la Marine, préfet maritime de Rochefort.

- Pierre Roch Jurien de La Gravière (1772-1849), vice-amiral.
- Edmond Jurien de La Gravière (1812-1892), vice-amiral, membre de l'Académie des sciences et de l'Académie française, mort sans postérité masculine.
- Camille Jurien de La Gravière (1811-1878), personnalité de la société coloniale de la Réunion.

## Alliances
de Belly de Mussy, Kraft (1804), Lejéas (1877), Massias (1869), Panon des Bassyns (1831), Poinsinet de Sivry (1877). 

## Noms dérivés

### Toponymes
Le nom de Jurien a été donné à plusieurs lieux de l'hémisphère sud :
- L'Île Jurien(en), dans l'archipel Palmer (Antarctique) : Ce nom lui a été donné par Dumont d'Urville le 4 mars 1838.
- Jurien Bay(en), ville sur la côte ouest de l'Australie, au nord de Perth : Le nom a été donné à cet endroit le 1er juillet 1801 par l'expédition de Nicolas Baudin[4].

### Navires
Plusieurs navires de la Marine française ont porté ce nom, notamment :
- Le Jurien de La Gravière, croiseur protégé de la première guerre mondiale.
- Un contre-torpilleur, remis pour dommages de guerre par l'Italie, l'ex-Mitragliere (1948-1954).